# Thelypteris concinna
Thelypteris concinna är en kärrbräkenväxtart som först beskrevs av Carl Ludwig Willdenow, och fick sitt nu gällande namn av Ren-Chang Ching. Thelypteris concinna ingår i släktet Thelypteris och familjen Thelypteridaceae. Inga underarter finns listade.